# جاك إنجلش
جاك إنجلش (بالإنجليزية: Jack English)‏ (7 سبتمبر 1930 في المملكة المتحدة - 1985) هو لاعب كرة قدم بريطاني في مركز جناح ‏. لعب مع إبسفليت يونايتد ونادي نورثامبتون تاون.